# Exochus suborbitalis
Exochus suborbitalis là một loài tò vò trong họ Ichneumonidae.